# Любимівська вулиця (Київ, Святошинський район)
Люби́мівська ву́лиця — вулиця у Святошинському районі міста Києва, мікрорайон в межах території колективу індивідуальних забудовників «Чайка». Пролягає від Білогородської вулиці до кінця забудови.
Прилучаються Музичанська, Северинівська, Ситняківська і Чайківська вулиці.
Сучасна назва — з 2011 року, на честь села Любимівка.